# Are You Sure? (chanson de The Allisons)
Pour les articles homonymes, voir Are You Sure?.
Chansons représentant le Royaume-Uni au Concours Eurovision de la chanson
Looking High, High, High
(1960) Ring-A-Ding Girl
(1962)
Are You Sure? est la chanson du duo pop britannique The Allisons qui représente le Royaume-Uni au Concours Eurovision de la chanson 1961 à Cannes, en France.

## Eurovision 1961
La chanson est présentée en 1961 à la suite d'une sélection interne.
Elle participe directement à la finale du Concours Eurovision de la chanson 1961, le 18 mars 1961, le Royaume-Uni faisant partie du "Big 5".